# 第四届全国智力运动会
第四届全国智力运动会于2019年11月8-18日在浙江省衢州市举办。

## 围棋
| 項目               | 金牌                               | 银牌                                     | 铜牌                                     |
| 专业女子个人快棋赛 | 唐嘉雯（上海队）                   | 於之莹（江苏队）                         | 李赫（陕西）                             |
| 专业男子个人快棋赛 | 连笑（浙江）                       | 陈耀烨（北京）                           | 黄云嵩（江苏）                           |
| 大学生赛           | 张涛（上海）                       | 戎毅（陕西）                             | 李翔宇（重庆）                           |
| 专业女子个人组     | 李小溪（安徽）                     | 王晨星（江苏）                           | 罗楚玥（陕西）                           |
| 专业男子个人组     | 江维杰（山东）                     | 李钦诚（浙江）                           | 童梦成（浙江）                           |
| 混双               | 范蕴若/陆敏全（上海）              | 芈昱廷/於之莹（江苏）                    | 陈耀烨/曹又尹（北京）                    |
| 业余男子个人赛     | 周振宇（江苏）                     | 陶汉文（浙江）                           | 马天放（河北）                           |
| 业余女子个人赛     | 李小溪（山东）                     | 李思璇（江苏）                           | 高咏梅（广东）                           |
| 职业女子团体赛     | 江苏队（於之莹、王晨星）           | 陕西队（李赫、罗楚玥）                   | 浙江队（周泓余、高星）                   |
| 职业男子团体赛     | 浙江队（连笑、丁浩、童梦成、谢科） | 四川队（廖元赫、党毅飞、古灵益、陈玉侬） | 山东队（江维杰、范廷钰、周睿羊、伊凌涛） |
| 全民团体赛         | 上海队                             | 江苏队                                   | 山东队                                   |

## 桥牌
| 項目         | 金牌                  | 银牌                          | 铜牌                    |
| 青年女子双人 | 王钰扬/练丹红（湖南） | 罗丹彤/欧阳婷婷（广东）       | 王麒雯/孙雪（辽宁）     |
| 青年男子双人 | 金凯/朱辰宇（浙江）   | 李渃宇/陈璧藤（江苏）         | 孙世昱/姜保卓（北京）   |
| 混合团体赛   | 浙江队                | 广东队                        | 上海队                  |
| 混合双人赛   | 李丽璇/沈冠宇（湖北） | 文静/郑一心（天津）           | 张志芬/邹德峰（黑龙江） |
| 青年男团     | 北京队                | 上海队                        | 浙江队                  |
| 青年女团     | 新疆队                | 上海队                        | 山东队                  |
| 男子团体     | 北京队                | 天津队                        | 上海队                  |
| 女子团体     | 上海队                | 浙江队                        | 北京队                  |
| 男子双人赛   | 石淼/姜彤（中建体协） | 杨立新/戴建明（浙江）         | 陈纪恩/刘松（广东）     |
| 女子双人赛   | 单星星/王健（天津）   | 陆雅嫔/郑奕莉（中国煤矿体协） | 李晓燕/陈玲（大连）     |

## 国际象棋
| 項目               | 金牌           | 银牌           | 铜牌           |
| 男子个人           | 余泱漪（北京） | 卜祥志（山东） | 张鹏翔（河北） |
| 女子个人           | 雷挺婕（重庆） | 章晓雯（上海） | 朱锦尔（浙江） |
| 男子团体快棋       | 上海队         | 山东队         | 重庆队         |
| 女子团体快棋赛     | 重庆队         | 上海队         | 江苏队         |
| 大学生团体         | 四川队         | 上海队         | 天津队         |
| 少年混合团体       | 浙江队         | 上海队         | 江苏队         |
| 少年男子个人赛     | 黄仁杰（山东） | 肖同（山东）   | 吴皓（江苏）   |
| 少年女子个人赛     | 宁凯玉（山东） | 宋宇新（北京） | 王悦涵（山东） |
| 少年男子团体快棋赛 | 山东队         | 浙江队         | 江苏队         |
| 少年女子团体快棋赛 | 山东队         | 深圳队         | 浙江队         |

## 五子棋
| 項目         | 金牌                         | 银牌                           | 铜牌                             |
| 少年混合团体 | 上海队                       | 山东队                         | 浙江队                           |
| 男子个人     | 杨彦希（山东）               | 江齐文（上海）                 | 艾显平（辽宁）                   |
| 女子个人     | 汪清清（湖北）               | 李小青（四川）                 | 吴志琴（湖北）                   |
| 男子少年个人 | 张修齐（上海）               | 康哲铭（上海）                 | 康庭瑞（浙江）                   |
| 女子少年个人 | 王珂苗（宁波）               | 张云舒（浙江）                 | 姚嘉莹（上海）                   |
| 混合团体     | 湖北队（曹冬、梅凡、汪清清） | 江苏队（奚振扬、陈靖、肖慧方） | 上海队（朱建锋、江齐文、郑蔚楠） |

## 象棋
| 項目           | 金牌                             | 银牌                               | 铜牌                                   |
| 青年女子个人组 | 王子涵（河北）                   | 吴可欣（浙江）                     | 郎祺琪（四川）                         |
| 青年男子个人组 | 徐崇峰（浙江）                   | 许文章（四川）                     | 孙逸阳（江苏）                         |
| 专业女子个人组 | 唐丹（北京）                     | 左文静（湖北）                     | 王琳娜（黑龙江）                       |
| 专业男子个人组 | 黄竹风（浙江）                   | 孟辰（四川）                       | 程鸣（江苏）                           |
| 少年男子个人组 | 王禹博（山东）                   | 万川（安徽）                       | 万科（湖北）                           |
| 少年女子个人组 | 胡家艺（浙江）                   | 邵雨洁（浙江）                     | 张容豪（山东）                         |
| 专业男子团体   | 浙江队（赵鑫鑫、黄竹风、徐崇峰） | 上海队（洪智、谢靖、孙勇征、赵玮） | 四川队（郑惟桐、许银川、李少庚、孟辰） |
| 专业女子团体   | 河北队（王子涵、张婷婷、刘钰）   | 云南队（赵冠芳、党国蕾、孙文）     | 江苏队（张国风、董毓男、杨伊）         |
| 公开男子个人组 | 赵攀伟（四川）                   | 王廓（吉林）                       | 王清（湖南）                           |
| 公开女子个人组 | 宋梦云（青岛）                   | 周国素（四川）                     | 何媛（广东）                           |
| 大学生混合团体 | 上海队（王家瑞、李炳贤、李鎣）   | 山东队（李翰林、李学淏、李越川）   | 天津队（范越、李睿昕、刘永寰）         |

## 国际跳棋
| 項目              | 金牌           | 银牌             | 铜牌           |
| 100格混合团体     | 湖北队         | 山东队           | 四川队         |
| 64格少年混合团体  | 湖北队         | 吉林队           | 山东队         |
| 100格少年混合团体 | 山东队         | 浙江队           | 上海队         |
| 64格男子个人      | 刘金鑫（湖北） | 田文翰（山东）   | 阮玮毅（上海） |
| 64格女子个人      | 刘沛（上海）   | 管逸飏（湖北）   | 崔书畅（吉林） |
| 100格青少年男子   | 周德邦（上海） | 陈泽睿（湖北）   | 陈泫帆（河北） |
| 100格青少年女子   | 邬海澜（湖北） | 徐小雅（山东）   | 陈奕帆（浙江） |
| 100格男子个人     | 泮忆铭（湖北） | 熊智勇（湖北）   | 王晨帆（山东） |
| 100格女子个人     | 张悠（上海）   | 阿拉腾花（四川） | 赵汗青（湖北） |